# گوتیان، شهرستان شانگهانگ
گوتیان، شهرستان شانگهانگ (به لاتین: Gutian) یک شهرک در جمهوری خلق چین است که در Shanghang County واقع شده‌است.